# Zwettl
För andra betydelser, se Zwettl (olika betydelser).

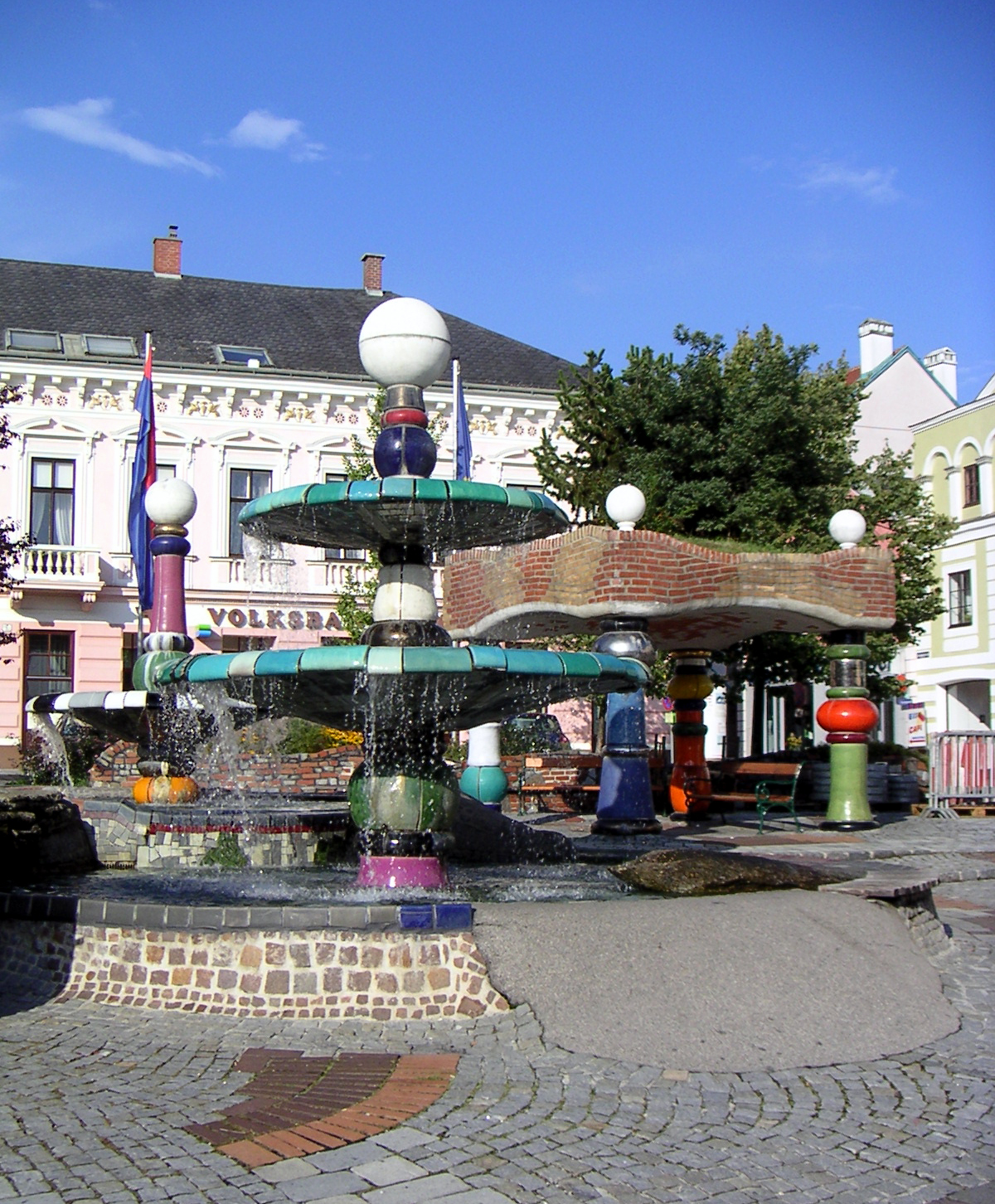
Hundertwasserfontänen.

Zwettl, officiellt namn Zwettl-Niederösterreich, är en stadskommun i det österrikiska förbundslandet Niederösterreich. Staden är belägen i nordvästra Niederösterreich där floden Zwettl mynnar i floden Kamp. Zwettl är huvudort i distriktet med samma namn.

## Historia
Staden grundades av Hadmar I av Kuenring kring år 1100. 1139 omnämndes orten skriftligen för första gången i stiftelseurkunden för klostret Zwettl. År 1200 fick Zwettl stadsrättigheter.
1426 och 1427 belägrades staden utan framgång av husiterna som däremot skövlade landet runtomkring och förstörde det 3 km utanför staden belägna klostret Zwettl. Även under det Trettioåriga kriget drabbades staden hårt. 1618 intog böhmiska styrkor staden och 1645 ockuperades staden av svenska trupper.
Kommunen Zwettl skapades 1850 genom sammanslagning av 13 kommuner och dagens storkommun skapades 1971.

## Orter
Kommunen består av 54 orter (Ortschaften) (inom parentes invånarantal 1 januari 2024):

- Annatsberg (101)
- Bernhards (5)
- Böhmhöf (10)
- Bösenneunzen (28)
- Edelhof (0)
- Eschabruck (114)
- Friedersbach (491)
- Gerlas (31)
- Germanns (92)
- Gerotten (180)
- Gradnitz (116)
- Großglobnitz (298)
- Großhaslau (139)
- Gschwendt (159)
- Guttenbrunn (71)
- Hörmanns (78)
- Hörweix (30)
- Jagenbach (464)
- Jahrings (135)
- Kleehof (26)
- Kleinmeinharts (90)
- Kleinotten (130)
- Kleinschönau (113)
- Koblhof (45)
- Marbach am Walde (242)
- Mayerhöfen (30)
- Merzenstein (136)
- Mitterreith (116)
- Moidrams (254)
- Negers (37)
- Neusiedl (44)
- Niederglobnitz (71)
- Niederneustift (289)
- Niederstrahlbach (174)
- Oberstrahlbach (336)
- Oberwaltenreith (51)
- Ottenschlag (48)
- Purken (25)
- Ratschenhof (67)
- Rieggers (235)
- Ritzmannshof (10)
- Rosenau Dorf (58)
- Rosenau Schloss (53)
- Rottenbach (35)
- Rudmanns (524)
- Schickenhof (7)
- Syrafeld (91)
- Unterrabenthan (103)
- Unterrosenauerwald (116)
- Uttissenbach (62)
- Waldhams (151)
- Wolfsberg (71)
- Zwettl Stift (13)
- Zwettl-Niederösterreich (4 371)

## Stadsbild och sevärdheter
Stadens centrum består av en sluten ensemble av borgarhus från 1400- till 1700-talen med medeltida inslag, t.ex. stadsmuren med sju bevarade försvarstorn, det gamla rådhuset (1307) och två romansk-gotiska kyrkor (stadskyrkan och Propsteikyrkan) som byggdes om under barocktiden samt en sengotisk kyrka från 1448 (Spitalskyrkan). På torget står en barock trefaldighetskolonn och en modern fontän, ritad av konstnären Friedensreich Hundertwasser.
Utanför staden ligger klostret Zwettl, grundat 1139 och ett kulturminne av stor betydelse och slottet Rosenau.

### Museer
- Stadsmuseum beläget i det gamla rådhuset
- Museum för medicin och meteorologi i orten Dürnhof
- Frimuraremuseet i slottet Rosenau

Klostret Zwettl kan besiktigas (dagliga guidningar).

## Näringsliv och kommunikationer
Zwettl är tjänste- och servicestad. Inom industrin arbetar ca 26% av arbetskraften (träindustri, bryggeri och byggsektor).
Genom Zwettl går riksvägarna B36 (Persenbeug – Dobersberg) och B38 (Kollerschlag – Horn).
Järnvägsanknytning består med lokalbanan Martinsberg – Zwettl – Schwarzenau där den ansluter till Franz-Josefsbanan (Wien – Gmünd).

## Vänorter
- Plochingen, Tyskland
- Jindřichův Hradec, Tjeckien